# وريثة رفات الأسلاف
وريثة رفات الأسلاف (بالكورية: 선산) هو مسلسل إثارة وغموض كوري جنوبي. من بطولة كيم هيون جو، بارك هي-سون، بارك بيونغ-إيون. عرض على نتفليكس في 19 يناير 2024.

## القصة
بعد وفاة عمها الذي لم تكن تعلم بوجوده من قبل، ترث امرأة أرض مدافن وتجد نفسها وسط سلسلة من جرائم القتل والأسرار الدفينة.

## الممثلون
- كيم هيون جو بدور الوريثة يون سيو ها
- بارك هي-سون بدور المحقق تشوي سونغ جون
- بارك بيونغ-إيون
- ريو كيونغ سو
- بارك سونغ هون

## روابط خارجية
- وريثة رفات الأسلاف على موقع IMDb (الإنجليزية)
- وريثة رفات الأسلاف على موقع روتن توميتوز (الإنجليزية)
- وريثة رفات الأسلاف على موقع نتفليكس (الإنجليزية)
- وريثة رفات الأسلاف على موقع فيلمافينيتي (الإسبانية)
- وريثة رفات الأسلاف على موقع ألو سيني (الفرنسية)
- وريثة رفات الأسلاف على موقع قاعدة بيانات الفيلم (الإنجليزية)
- وريثة رفات الأسلاف على هانسينما